# Шворин, Александр Борисович
Алекса́ндр Бори́сович Шво́рин (6 ноября 1931 — 23 августа 1994) — советский актёр театра и кино.

## Биография
Александр Шворин родился 6 ноября 1931 года.
В 1954 году окончил Московское театральное училище им. Б. Щукина.
Работал актёром в Московском драматическом театре им. К. С. Станиславского, в Московском драматическом театре на Малой Бронной.
В 1975—1994 годы — актёр Московского академического театра им. В.Маяковского.
В 1955—1986 годы снялся в ряде отечественных кинофильмов. Знаковой работой в кино для Александра Шворина стала роль Марка Бороздина в фильме «Летят журавли».
Умер в Москве 23 августа 1994 года. Похоронен на Головинском кладбище.

## Фильмография
| Год  |   | Название             | Роль                        |
| ---- | - | -------------------- | --------------------------- |
| 1955 | ф | Ляна                 | Андрий                      |
| 1956 | ф | Илья Муромец         | Сокольничек                 |
| 1957 | ф | Гори, моя звезда     | Максим                      |
| 1957 | ф | Летят журавли        | Марк Бороздин, муж Вероники |
| 1958 | ф | Лавина с гор         | Анзор                       |
| 1959 | ф | Небо зовёт           | Гордиенко                   |
| 1960 | ф | Обыкновенная история | Саша                        |
| 1961 | ф | Любушка              | Васька Синицын, наездник    |
| 1962 | ф | Деловые люди         | Боб Тидбол                  |
| 1963 | ф | Короткие истории     | эпизод                      |
| 1966 | ф | По тонкому льду      | «Филин»                     |
| 1967 | ф | Пароль не нужен      | Сергей Дмитриевич Стрелков  |
| 1976 | ф | Стажёр               | Николаша, знакомый Светланы |
| 1976 | ф | Ты — мне, я — тебе   | приятель Кашкина            |
| 1977 | с | Хождение по мукам    | мосье Жано                  |
| 1985 | ф | Законный брак        | Кучевский                   |
| 1986 | с | Михайло Ломоносов    | Панин                       |